# Hereroa concava
Hereroa concava är en isörtsväxtart som beskrevs av L. Bol. Hereroa concava ingår i släktet Hereroa och familjen isörtsväxter. Inga underarter finns listade i Catalogue of Life.